# 14 Aquilae
Désignations
14 Aquilae (en abrégé 14 Aql), également désignée g Aquilae, est une étoile binaire de la constellation de l'Aigle, située à ∼ 590 a.l. (∼ 181 pc) de la Terre.